# レイクフォレストパーク (ワシントン州)
レイクフォレストパーク（Lake Forest Park）は、アメリカ合衆国ワシントン州キング郡の都市である。人口は1万3630人（2020年）。シアトルに隣接している。

## 地理
レイクフォレストパークはワシントン湖に面している。座標は、北緯47度45分24秒、西経122度17分23秒 (47.756720, -122.289679)。
アメリカ合衆国統計局によると、総面積9.5 km2 (3.7 mi2) である。このうち9.2 km2 (3.5 mi2) が陸地であり、0.1 km2 (1.8 mi2) (3.28%) が水地である。

## 住民
2000年国勢調査では、人口13,142人、5,029世帯、3,600家族が暮らしている。人口密度は1,433.4/km2 (3,716.2/mi2) である。563.7/km2 (1,461.4/mi2) の平均的な密度に5,168軒の住宅が建っている。この都市の人種的な構成は白人85.32%、アフリカン・アメリカン1.64%、ネイティブ・アメリカン0.43%、アジア7.94%、太平洋諸島系0.11%、その他の人種0.92%、混血3.64%である。この人口の2.24%はヒスパニックまたはラテン系である。
全世帯のうち、18歳未満の子供と同居している世帯が31.8%、夫婦のみの世帯が61.1%、未婚女性の世帯が7.9%であり、28.4%は家族を持たない。個人名義の世帯主が21.2%、そのうち65歳以上が6.4%である。世帯ごとの平均人数は2.55人、家族ごとの平均人数は2.97人である。
18歳未満の未成年が22.4%、18歳以上24歳以下が6.5%、25歳以上44歳以下が26.6%、45歳以上64歳以下が31.5%、65歳以上が13.0%、平均年齢は42歳である。女性100人に対して男性は97.8人である。18歳以上の女性100人に対して男性は93.1人である。
この都市の世帯ごとの平均的な収入は74,149 USドルであり、家族ごとの平均的な収入は84,316 USドルである。男性は53,164 USドルに対して女性は39,531 USドルの平均的な収入がある。この都市の一人当たりの収入 (per capita income) は33,419 USドルである。人口の1.3%及び家族の3.8%の収入は貧困線以下である。全人口のうち18歳未満の2.3%及び65歳以上の2.2%は貧困線以下の生活を送っている。